# Alfa
Stipa tenacissima
Pour les articles homonymes, voir Alfa (homonymie), Sparte (homonymie) et Halfa.
Ne doit pas être confondu avec Alfalfa.
Espèce
Classification phylogénétique
Stipa tenacissima, l'alfa,  est une espèce de plantes monocotylédones de la famille des Poaceae, originaire  de l'ouest du bassin méditerranéen.
C'est une plante herbacée vivace qui pousse dans des régions arides et qui sert notamment à fabriquer des papiers d'impression de qualité.
Par extension, le terme « alfa » ou « alfamousse »  désigne aussi le papier fabriqué à partir de cette plante. 

## Dénomination

### Étymologie
Le terme « alfa » dérive de l'arabe ḥalfā « plante de sparte ».

### Noms vernaculaires
Alfa, stipe tenace, sparte.

## Description
Stipa tenacissima est une plante cespiteuse (poussant en touffes) aux tiges dressées de 60 à 150 (voire 200) cm de long. La gaine foliaire présente des oreillettes de 10 à 12 mm de haut. Une ligule en forme de membrane ciliée est présente. Le limbe foliaire, de 30 à 120 cm de long sur 1 à 3 mm de large, est enroulé sur lui-même, pubescent et se termine en pointe dure.

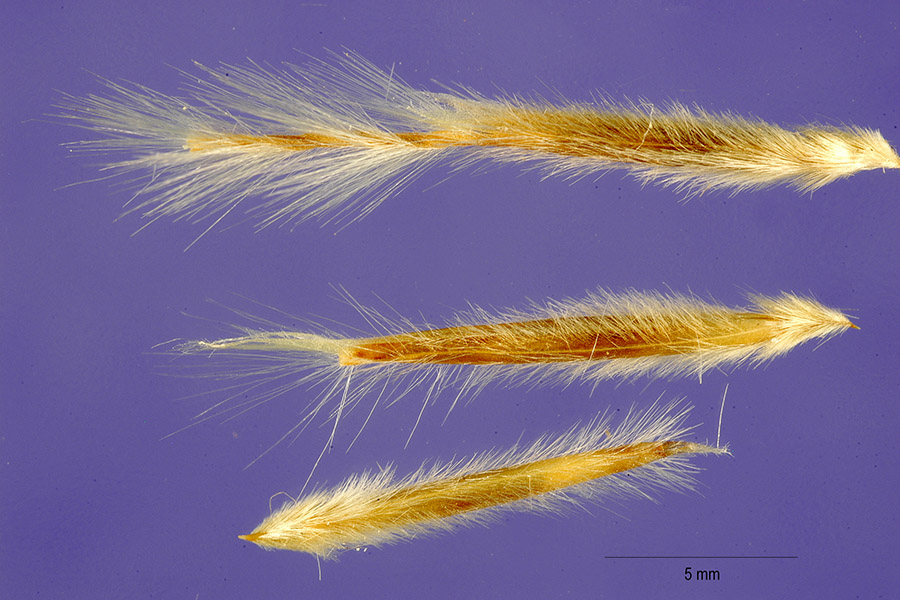
Graines.

L'inflorescence est une panicule contractée de 25 à 35 cm de long, portant des épillets pédicellés.
Ces derniers, solitaires, sub-cylindriques, de 25 à 30 mm de long, comprennent un seul fleuron fertile.
Les épillets se désarticulent à maturité sous chaque fleuron.
Les glumes, similaires, de forme lancéolée, sont persistantes et dépassent l'apex des fleurons. La glume inférieure fait 25 à 30 mm de long et la glume inférieure, 22 à 25 mm de long.
Les fleurons fertiles sont insérées entre deux glumelles, l'inférieure ou lemme, de 10 mm de long, à l'apex denté bifide, présente cinq nervures et porte une arête (barbe) incurvée de 40 à 60 mm de long. La glumelle supérieure ou paléole est sensiblement égale, linéaire et présente deux nervure et un apex acuminé.
Les fleurs présentent deux lodicules membraneux, trois anthères de 10 à 15 mm de long, un ovaire glabre surmonté de deux stigmates.
Le fruit est un caryopse au péricarpe adhérent, de forme oblongue, long de 7 à 8 mm.

## Distribution et habitat

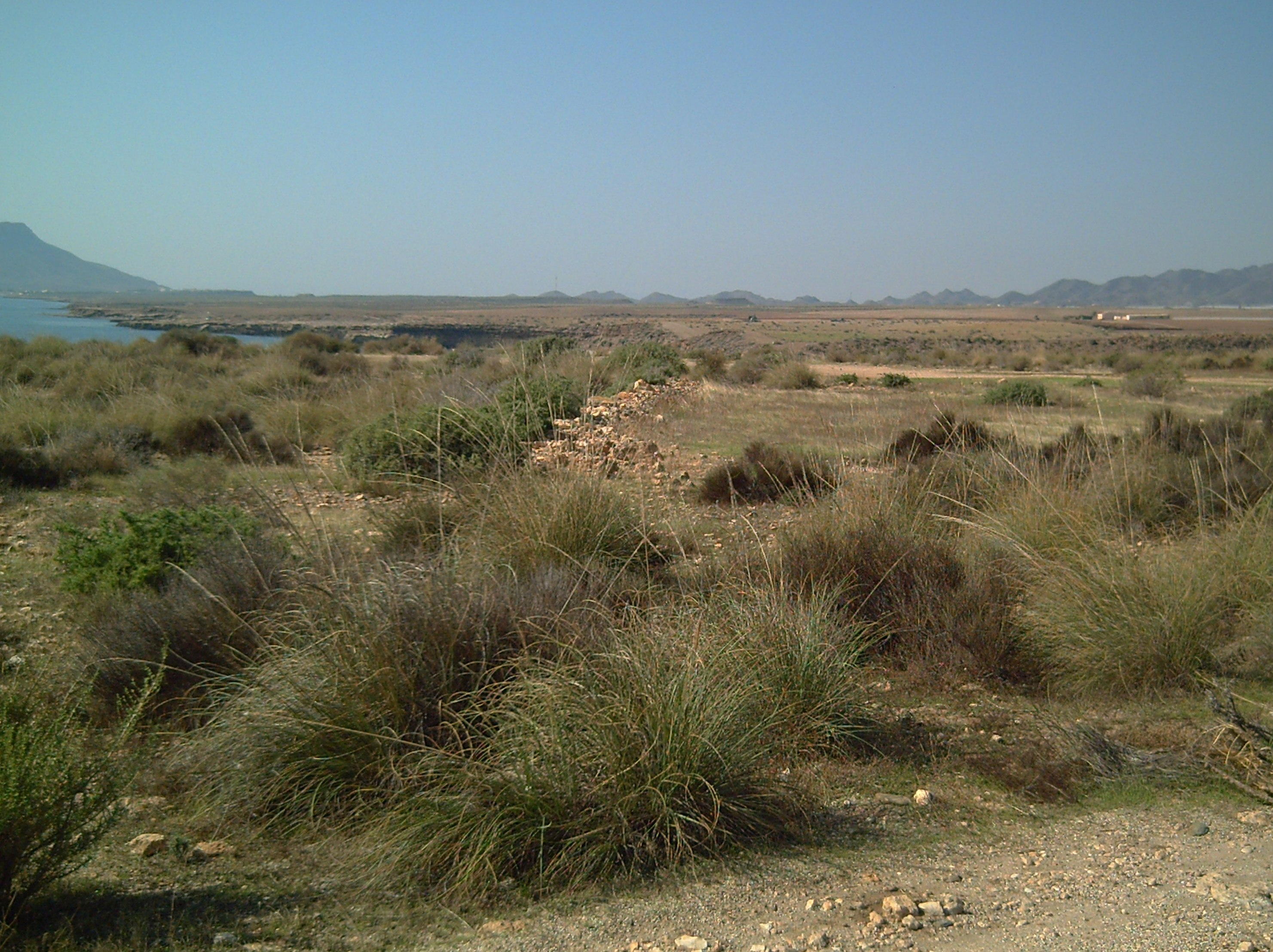
Peuplement d'alfa sur le littoral espagnol à Marina de Cope (Murcie).

Cette espèce est originaire des régions arides de l'Ouest du bassin méditerranéen. Son aire de répartition s'étend en Afrique du Nord (Maroc, Algérie, Tunisie, Libye), et en Europe du Sud (Espagne, Italie), ainsi que dans les îles de Macaronésie.
L'alfa pousse en touffes d'environ un mètre de haut, formant de vastes « nappes » dans les régions d'aridité moyenne.
Cette plante présente également un intérêt écologique pour lutter contre l'érosion dans les régions de steppes arides.

## Utilisation

### Alimentaire
Les graines germées d'alfa peuvent être consommées par l'homme[source insuffisante].
Les plus jeunes feuilles d'alfa peuvent être pâturées par les chevaux, les dromadaires, mais la plante est trop riche en lignine pour constituer un fourrage pour les autres herbivores.
Les tiges sont utilisées également dans la conservation de certaines denrées alimentaires tels que les fromages artisanaux. En Algérie, dans la région de Bou Saâda, les tiges enveloppent les fromage Kfass, un fromage traditionnel algérien à base de lait de chèvre ou de lait de vache.

### Fibre textile
L'alfa est une plante utilisée pour ses fibres dont l'utilisation est attestée à l'antiquité car Pline et Strabon en parlent. Les fibres de la plante séchées puis trempées plusieurs jours dans l'eau ou simplement frappées avec un outil en bois pour les rendre plus souples, permettent de réaliser des paniers, corbeilles, nattes, cordages et chaussures. Cet usage est préservé dans le bassin ouest de la Méditerranée et en particulier en Algérie pour la sparterie. L'industrie de l'alfa est particulièrement importante dans la région d'Oran au XIXe siècle. En 1879, elle exploite 700 000 hectares d'alfa et en exporte environ 277 000 tonnes sur 5 ans. Dans le secteur textile, les feuilles d'alfa traitées sont comparables à du chanvre grossier, mais la ténacité des fibres, bien plus élevées,  les cantonne aux usages précités ainsi qu'à la confection de tapis. Les fabrications traditionnelles en alfa sont toujours d'actualité de l'Espagne à la Libye en passant par le Maroc. 
Le Vallon des Auffes, petit port de pêche à Marseille, est baptisé du nom de l'auffe (auffo en provençal), car elle est utilisée traditionnellement pour fabriquer de la vannerie, des cordages de navires, des nattes, et des filets de pêche. Des auffiers s’y établirent vers 1750.
En 2012, les propriétés spécifiques des fibres de l'Alfa sont étudiées au regard de ses caractéristiques écologiques et en comparaison des autres fibres employées dans l'industrie textile. Elle démontre la possibilité d'obtenir des fibres cellulosiques comparables aux autres fibres végétales, constituant une nouvelle ressource exploitable et représentant également un intérêt relatif au respect de l'environnement et de l'écosystème.

### Fibre à papier
Initialement utilisée par les Anglais pour remplacer le chiffon dans la fabrication du papier. L'augmentation des exportations d'alfa, en Algérie, provient des besoins croissants en papier du Royaume-Uni. Il est haché et traité dans de la soude caustique afin d'en faire une pâte à papier. La compagnie Lloyd's Weekly Newspaper (en) est à l'origine de cet usage. A la fin du XIXe siècle, la majorité des journaux anglais utilisent du papier d'alfa.

## Taxinomie

### Synonymes
Selon Catalogue of Life (16 juin 2016) :
- Lasiagrostis tenacissima (L.) Trin. & Rupr.,
- Macrochloa tenacissima (L.) Kunth,
- Macrochloa tenacissima subsp. gabesensis (Moraldo, Raffaelli & Ricceri) H.Scholz & Valdés,
- Macrochloa tenacissima subsp. umbrosa F.M.Vázquez,
- Stipa gabesensis Moraldo, Raffaelli & Ricceri,
- Stipa kelibiae Moraldo, Raffaelli & Ricceri,
- Stipa kralifii Moraldo, Raffaelli & Ricceri,
- Stipa tenacissima var. villosiuscula H.Lindb.,
- Stipa tortilis Buch, nom. illeg.

### Liste des sous-espèces et variétés
Selon Tropicos (26 juin 2016) (Attention liste brute contenant possiblement des synonymes) :
- sous-espèce Stipa tenacissima subsp. gabesensis (Moraldo, Raffaelli & Ricceri) Barreña, D. Rivera, Alcaraz & Obón
- variété Stipa tenacissima var. tenacissima
- variété Stipa tenacissima var. villosiuscula Lindb.